# Archelaos (Priesterfürst)
Archelaos (altgriechisch Ἀρχέλαος Archélaos) war in der Mitte des 1. Jahrhunderts v. Chr. ein Priesterfürst von Komana im Pontos. Dieses Amt hatte er 55 v. Chr. nach dem Tod seines gleichnamigen Vaters, der kurzzeitig ägyptischer König gewesen war, übernommen. Ob er dabei die Unterstützung eines römischen Fürsprechers, etwa Marcus Antonius, gehabt hatte, ist ungewiss. Der Name seiner Mutter ist unbekannt.
51 v. Chr. amtierte der römische Redner und Politiker Marcus Tullius Cicero als Prokonsul von Kilikien und schilderte in einem erhaltenen Brief, dass ein von ihm namentlich nicht genannter Priester an einem Umsturzversuch gegen den gerade erst an die Macht gekommenen König Ariobarzanes III. von Kappadokien teilnahm. Cicero unterstützte aber den von Rom anerkannten kappadokischen Monarchen und sicherte dessen Thron. Auf Befehl Ciceros musste der Priester nach dem gescheiterten Staatsstreich das Land verlassen. In der älteren Forschung, z. B. Ulrich Wilcken wurde der von Cicero erwähnte Priester mit Archelaos identifiziert. Es ist aber auch möglich, dass der römische Redner den Priester des südkappadokischen Komana-Hieropolis meinte.
Als Gaius Iulius Caesar sich 47 v. Chr. auf seinem Feldzug nach Kleinasien befand, entzog er Archelaos noch vor der Schlacht bei Zela dessen Amt als Priesterfürst und übertrug es auf den vornehmen Bithynier Lykomedes. Vielleicht hatte Archelaos Caesars Gegner Pharnakes II. unterstützt und war deshalb abgesetzt worden. Archelaos’ weiteres Schicksal ist nicht überliefert. Da er aber in den Quellen nicht mehr erwähnt wird, dürfte er bald nach seiner Absetzung gestorben sein.
Mit der schönen Hetäre Glaphyra hatte Archelaos einen gleichnamigen Sohn, der 36 v. Chr. mit der Unterstützung des Triumvirn Marcus Antonius König von Kappadokien wurde.